# Герб Мартиники
Герб Мартиники был утверждён 4 августа 1766 года. Форма герба — французский щит, состоящий из 4 лазурных полей, разделённых серебряным крестом. На каждом поле изображена змея (местный мартиникский ботропс) в форме зеркально перевернутой латинский буквы «L». Форма змей объясняется тем, что в то время Мартиника находилась в зависимости от Сент-Люсии (фр. Sainte-Lucie), пока последняя не стала британским владением.

Герб острова идентичен его флагу. Девиз: «La collectivité au service du pays» («Вместе на службе стране»).

Как и на гербах других департаментах Франции — это лишь стилизованная эмблема.